# Nico Montigiani
Nico Montigiani (4 dicembre 1971) è un astronomo amatoriale italiano.
Il Minor Planet Center gli accredita la scoperta dell'asteroide 16847 Sanpoloamosciano effettuata l'8 dicembre 1997 in collaborazione con Massimiliano Mannucci.
Ha inoltre contribuito ad individuare la natura cometaria di 277P/LINEAR inizialmente identificato come asteroide.